# Manga (strip)

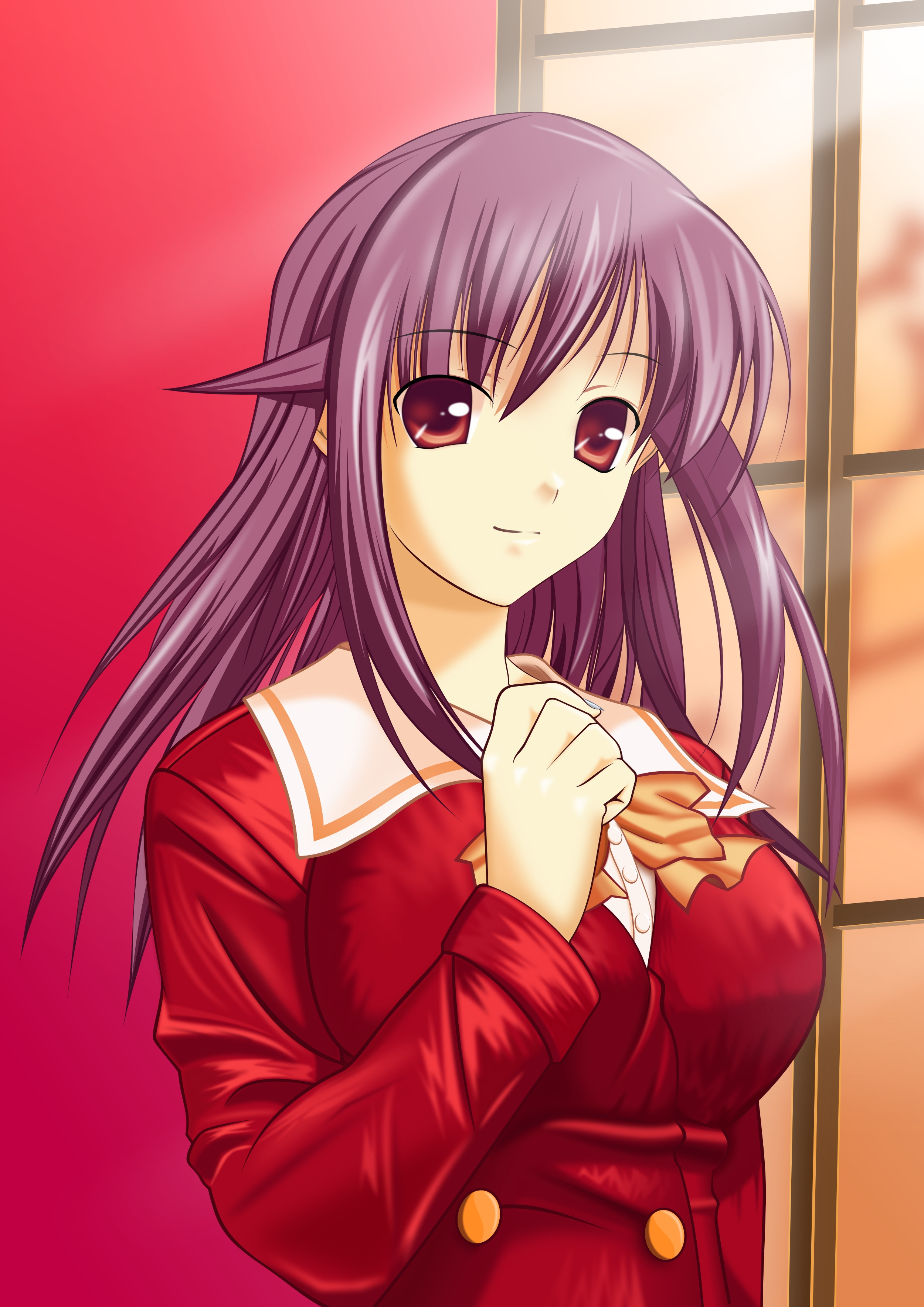
Een voorbeeld van een personage in typische animestijl

Manga (Japans: 漫画) (uitspraakⓘ) is het Japanse equivalent van het stripverhaal. Een geanimeerde manga wordt een anime genoemd (アニメ, uitspraak: /aa-nie-mee/). Geanimeerde manga's hebben vooral in de laatste helft van de 20e eeuw aan populariteit gewonnen in het Westen.
De Koreaanse tegenhanger van de mangakunst is de manhwa en de Chinese tegenhanger heet manhua.

## Het woordmanga
Het woord manga wordt uitgesproken als /man-ga/, waarbij beide a's kort uitgesproken en de g als in het Engelse 'good'. Omdat het Japans geen meervoudsvormen kent, gebruiken veel westerse liefhebbers manga ook als meervoudsvorm. De Nederlandse Taalunie geeft als meervoud manga's.
Manga's worden vaak verward met anime. Het verschil is dat een manga een strip is en een anime een tekenfilm. In Japan worden ze echter allebei een 'manga' genoemd. Om het onderscheid te maken, worden anime weleens 'manga-anime' genoemd.
Een striptekenaar van manga's wordt mangaka genoemd. Deze striptekenaars hebben in Japan een vergelijkbare status als een beroemd popidool in het Westen.
De term manga is ontleend aan het in 1814 uitgegeven boek van de houtsnedekunstenaar Katsushika Hokusai: Hokusai Manga. Het was een boek met een grote verscheidenheid aan schetsen van mensen, dieren, planten en landschappen. Kortom, een variatie aan beelden uit het dagelijks leven in het Japan van de negentiende eeuw. Manga betekent "onbeheerste of willekeurige kwaststreken" en verwijst naar de losse, vloeiende tekenstijl die Hokusais werk tot inspiratiebron voor impressionisten maakte. Een andere voorloper is Dehōdai mucharon uit 1822, waarvoor de bekende Ukiyo-e kunstenaar Ando Hiroshige de afbeeldingen maakte.

## Geschiedenis

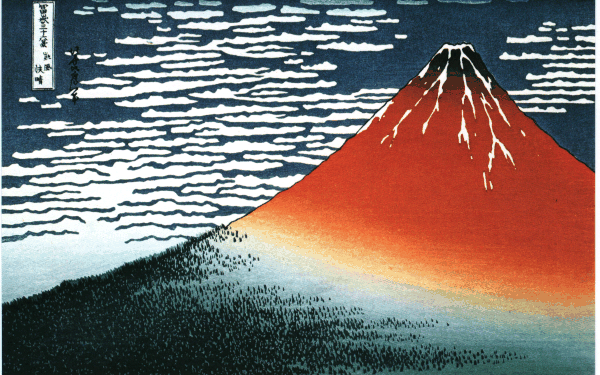
De 19e-eeuwse houtsnedekunstenaar Hokusai wordt gezien als een van de voorlopers van de tegenwoordige manga

De grote grondlegger van de manga is Osamu Tezuka, die na 1946 als eerste honderden manga's en anime maakte en het genre met titels als 'Astroboy' (Tetsuwan Atomu) sterk populariseerde. Beïnvloed door tekenaars uit de Disney-stal en de soepele, 'grote-kinderogenstijl' van Amerikaanse tekenfilms als Betty Boop kregen zijn personages vaak ook deze fysieke kinderhoofd-trekken mee. De invloed van Tezuka is erg groot, hoewel zijn Astroboy inmiddels alsnog vrij westers aandoet. De manga heeft zich namelijk als zelfstandige stijl sterk uitgebreid. Maar de belangrijkste prijs die voor manga's te behalen valt, heet nog altijd de Tezuka-prijs.
Het feit dat de hedendaagse manga naast Amerikaanse strips ook teruggaat op inheemse Japanse tradities verklaart waarom manga's van rechts naar links worden gelezen. Hoewel moderne Japanse tekst altijd rechtslopend is, las men traditioneel altijd van boven naar beneden, in kolommen die van rechts naar links geordend werden. Ook bij de negentiende-eeuwse mangaprenten was dat het geval.
Er zijn zeer veel manga-titels en de markt is enorm groot. Daardoor kan elke reeks sterk op een doelpubliek worden gericht. In manga's voor de jongsten wordt gewerkt met grote ogen, omdat grote ogen erg expressief zijn. Hoe ouder de doelgroep van de manga is, hoe normaler de ogen worden. In reeksen zoals Death Note zijn de ogen dan ook veel kleiner.

## Genres

### Shojo en Josei
Mangapersonages uit shojo- of joseimanga zijn vaak meisjes of jongens met onrealistisch lange benen en met onrealistisch grote hoofden en ogen.
Zoals hierboven al vermeld worden de ogen en hoofden kleiner naarmate de doelgroep ouder wordt, alhoewel de ogen bijna nooit hun realistische grootte zullen bereiken. De benen daarentegen blijven wél even lang.
Meisjes zijn vaak snoezig: te grote kleren, strikjes en onschuldige gezichtsuitdrukking; ook kunnen ze diva-achtig zijn. Diep uitgesneden decolleté, overdreven opgemaakte ogen en naaldhakken. Mangapersonages kunnen ook half kat of half hond zijn; je kunt het zo gek niet bedenken of het bestaat.
Jongens kunnen schattige jonge broertjes zijn met grote blauwe ogen, maar ook populaire scholieren die verliefd zijn op de hoofdpersoon of oude mannetjes die in het bejaardentehuis hun goudvissen tellen.

### Chibi
Bij extreme emoties kunnen mangapersonages vervormen naar chibi's. Chibi's zijn poppetjes die over het algemeen een stuk kleiner worden uitgebeeld dan het originele mangapersonage. Bij een chibi-uitbeelding van een mangapersonage worden alle niet kenmerkende eigenschappen van het personage versimpeld en worden de kenmerkende eigenschappen versterkt. Een voorbeeld hiervan is dat de handen bolletjes worden en het hoofd twee keer zo groot als het lichaam wordt. Chibi's worden ook op andere plekken dan bij een extreme emotie gebruikt, zoals in de hoek om een 'footnote' op te leuken of als baby's. Een aan chibi verwante term is super deformed.

## Hedendaagse manga
In Japan heeft Tezuka zoveel invloed gehad dat de Japanse striptekenstijl zich op een karakteristieke manier onderscheidt van de westerse. Alhoewel in Japan het woord manga bijna equivalent is aan 'stripverhaal' (al was het maar omdat er bijna geen andere strips te koop zijn in Japan dan Japanse), is het zo dat in de rest van de wereld het woord manga echt exclusief voor de Japanse striptekenstijl wordt gebruikt.
Binnen de Japanse cultuur hebben manga's een belangrijkere positie dan strips binnen de westerse cultuur. De manga wordt gerespecteerd als een kunstvorm of zelfs een vorm van populaire literatuur. Hij wordt dus niet, zoals in het Westen, voornamelijk voor kinderen geschreven. Het aanbod is enorm groot; rond de eeuwwisseling boden boekwinkels in grotere steden als Tokio of Osaka normaliter hele wanden vol nieuwe of tweedehandse manga-pockets te koop aan.
Mede door (voornamelijk kinder)series op televisie en verspreiding via het internet werd de Japanse strip na 2000 geleidelijk ook in het Westen populairder. Opvallend is daarbij dat de meeste manga's die in Europa uitgebracht worden conceptueel en stilistisch verhoudingsgewijs sterk homogeen uitvallen: de stijl en de onderwerpen verschillen onderling vaak slechts in details. Een succesvolle titel krijgt dan ook vaak tientallen 'gekloonde' navolgers binnen hetzelfde subgenre.
Manga's en anime die echt bedoeld zijn om dieper te gaan en filosofische thema's aan te snijden, die voor oudere jeugd en/of volwassenen bedoeld zijn of die een wat moeilijker thema hebben, zijn in Europa nauwelijks op televisie te zien. Vele oorzaken zijn hiervoor genoemd, maar de twee belangrijkste zijn:
- In Europa houdt men nog erg vast aan het idee dat tekenfilms voor kinderen zijn.
- Door cultuurverschillen zijn de filosofische, mythologische en psychologische instellingen dusdanig vreemd voor de meeste Europeanen dat de manga als moeilijke kost wordt ervaren.

Japan heeft meer vrouwelijke striptekenaars dan Europa of Amerika.

## Massale manga's
Aardig wat manga's worden in zogenaamde manga-anthologieën gepubliceerd waarin verschillende vervolgverhalen staan. Deze tijdschriften zijn vergelijkbaar met de Eppo's en Tina's maar hebben het formaat van een telefoonboek. Ze komen gewoonlijk wekelijks uit, maar er bestaan ook maandelijkse en tweemaandelijkse uitgaven. De kwaliteit van het papier is vergelijkbaar met dat van kranten en de strips zijn gewoonlijk in zwart-wit gedrukt, op (soms) een enkel paar pagina's na. Deze mangatijdschriften zijn vrij goedkoop, hebben grote circulatiegebieden en hebben verschillende doelgroepen, zoals jonge meisjes (shōjo), jongens (shōnen), vrouwen en mannen. Manga's bestrijken derhalve een rijk spectrum aan onderwerpen en worden ook vaak gebruikt als educatief gereedschap, ook voor volwassenen. De meeste van deze tijdschriften eindigen als recyclemateriaal.
Bijna al deze manga's worden later uitgebracht in pocketvorm of 'tankoubon', waarvan de papier- en drukkwaliteit veel hoger is. Deze wordt vooral gekocht door verzamelaars en bewonderaars van de mangaka, of mensen die de serie niet vanaf het begin gevolgd hebben en later toch geïnteresseerd zijn geraakt.
Het bekendste mangatijdschrift is de Shōnen Jump, die gewoonlijk gevuld is met gemakkelijk vermakende manga's voor jonge jongens. Dit blad verschijnt elke week in Japan, maar ook brengt VIZ! Media in Amerika en Canada maandelijks een zeer grote Shōnen Jump uit.
De vrouwelijke tegenhanger van Shōnen Jump in de Verenigde Staten is Shōjo Beat.
De kinderlijke tegenhanger van Shōnen Jump is CoroCoro Comic's en eerder ook Studio BonBon waarin de laatste uitgave uit 2007 is.

## Categorieën
Een aantal categorieën binnen manga's zijn: shōnen, shōjo, seinen, josei, shōnen-ai, shōjo-ai, yaoi, yuri en kodomo.
Een relatief groot gedeelte, vergeleken met westerse strips, is porno. Vaak zijn deze 'gewoon' in de winkels en sommige buurtwinkels of 'konbini' verkrijgbaar; Japanners nemen er nauwelijks aanstoot aan en zien het meer als fantasie. Dit type manga wordt in Europa hentai genoemd, hetgeen pervers betekent (in het Japans heten deze manga's エロ漫画, "ero-manga").

## Taalgebruik
Manga's, soms zelfs manga's voor volwassenen, blijken vaak furigana te hebben. Dit zijn fonetische hiragana-karakters die boven of naast de complexere karakters (kanji) staan om de uitspraak aan te duiden. Het voornaamste doel van furigana in manga's is om jongere kinderen, die nog steeds leren hoe ze complexe Japanse karakters moeten lezen, te helpen.
Vaak worden in vertaalde versies sommige Japanse termen behouden, zoals "zanpakutou" in de serie Bleach. Onderaan die bladzijde wordt dan vaak uitleg gegeven.

## Enkele manga's
Enkele manga's die in het Nederlands zijn verschenen (onvolledig):
- Akira
- Astroboy
- Berserk
- Bleach
- Death Note
- Demon Slayer
- Detective Conan
- D.N.Angel
- Doubt
- Dragon Ball
- Fruits Basket
- Ikigami
- Inuyasha
- Jujutsu Kaisen
- Monster
- Nana
- Naruto
- Nausicaä van de vallei van de wind
- Neon Genesis Evangelion
- One Piece
- Pokémon
- Rurouni Kenshin
- Shaman King
- Yu-Gi-Oh!

Enkele manga's waarvan de anime in het Nederlands zijn verschenen (kleine selectie):
- Beyblade
- Cardcaptor Sakura
- Cowboy Bebop
- Digimon
- Fairy Tail
- Fullmetal Alchemist
- Ghost in the Shell
- Gundam Wing
- Hamtaro
- Hellsing
- Hunter × Hunter
- Inazuma Eleven
- JoJo's Bizarre Adventure
- Medabots
- My Hero Academia
- Rozen Maiden
- Sailor Moon
- Slam Dunk
- The Melancholy of Haruhi Suzumiya
- The seven deadly sins
- Tokyo Mew Mew (Mew Mew Power)
- Trigun
- Vampire Knight
- Vinland Saga
- Yu Yu Hakusho
- Yu-Gi-Oh!

Andere willekeurige populaire manga's:
- Angel Beats!
- Attack on Titan
- Battle Royale
- Chainsaw man
- Chobits
- Claymore
- D.Gray-man
- Haikyu!!
- Hikaru no go
- Kill la Kill
- Lucky Star
- Magic Kaito
- Mermaid Melody
- Midori no Hibi
- Ranma ½
- Rosario + Vampire
- Samurai 7
- Shakugan no Shana
- Shugo Chara!
- Third Base Fourth

## Bekende mangaka
- Mitsuru Adachi (あだち充)
- Ken Akamatsu (赤松 健)
- Gosho Aoyama (青山 剛昌)
- Kia Asamiya (麻宮 騎亜)
- Kiyohiko Azuma (あずま きよひこ)
- Fujiko Fujio (藤子 不二雄) - een duo, bestaande uit:
  - Fujiko F. Fujio (藤子・F・不二雄)
  - Fujiko A. Fujio (藤子 不二雄A)
- Toru Fujisawa (藤沢 とおる)
- Kosuke Fujishima (藤島 康介)
- Tsukasa Hojo (北条司)
- Yukinobu Hoshino (星野 之宣)
- Riyoko Ikeda (池田 理代子)
- Takehiko Inoue (井上 雄彦)
- Shotaro Ishinomori (石ノ森 章太郎)
- Junji Ito (伊藤 潤二)
- Masakazu Katsura (桂 正和)
- Kaiji Kawaguchi (かわぐち かいじ)
- Masashi Kishimoto (岸本斉史)
- Tite Kubo
- Hiro Mashima (真島 ヒロ)
- Hayao Miyazaki (宮崎 駿)
- Aoi Nanase
- Takeshi Obata
- Eiichiro Oda (尾田 栄一郎)
- Katsuhiro Otomo (大友 克洋)
- Masamune Shirow (士郎 正宗)
- Rumiko Takahashi (高橋 留美子)
- Natsuki Takaya (高屋 奈月)
- Naoko Takeuchi (武内 直子)
- Jiro Taniguchi
- Osamu Tezuka (手塚 治虫)
- Akira Toriyama (鳥山 明)
- Kazuo Umezu (楳図 かずお)
- Naoki Urasawa (浦沢 直樹)
- Ai Yazawa (矢沢 あい)
- Mitsuteru Yokoyama (横山 光輝)

## Trivia
- In sommige eenvoudige restaurants, en eigenlijk meestal in internetcafés, staan in Japan planken vol met mangaboeken, die de gasten kunnen lezen tijdens het wachten op het vrijkomen van een computer, of het wegwerken van een snelle maaltijd.
- Veel manga's worden vertaald en tegenwoordig zijn er aardig wat kleine, gespecialiseerde winkeltjes in Nederland en Vlaanderen. Ook hebben stripwinkels vaak een manga-afdeling. Sommige grote boekenwinkels ook.
- Manga's worden in vele talen vertaald en verschijnen naast Japan in vele landen over de hele wereld. Zo is ook in China en Korea de manga tegenwoordig heel populair.
- Ook Nederlandse tekenaars brengen strips uit volgens de principes van de manga, vaak vanuit een Dojinshi-cirkel.
- De Japanse kunstenaars Yoshitomo Nara en Takashi Murakami zijn sterk beïnvloed door de manga's.